# Максвелл, Лоис
Лоис Максвелл (англ. Lois Maxwell; 14 февраля 1927, Китченер, Онтарио — 29 сентября 2007[…], Фримантл, Западная Австралия) — канадская актриса, наиболее известная по роли мисс Манипенни в серии фильмов о Джеймсе Бонде.

## Биография
Лоис Рут Хукер родилась в канадском городе Китченер 14 февраля 1927 года. В возрасте 15 лет она убежала из дома, чтобы присоединиться к канадской армии, вступившей во Вторую мировую войну. Первоначально она была принята как солдат, но позже переведена в Армейский корпус развлечений. Она много путешествовала с войсками в Европе, где исполняла музыкальные и танцевальные номера. О том, что она ещё несовершеннолетняя, в штабе узнали только будучи в Лондоне и для того, чтобы избежать судебной депортации в Канаду она поступила в Королевскую академию драматического искусства, где подружилась с Роджером Муром, который также там обучался.
В двадцатилетнем возрасте она переехала в Голливуд, где быстро нашла себе работу в качестве актрисы, при этом сменив свою фамилию на Максвелл. В 1948 году за роль в фильме «Эта девушка из Хагена» она стала обладательницей премии «Золотой глобус», как Лучший дебют актрисы. В 1949 году Лоис вместе с Мэрилин Монро участвовала в фотосессии журнала «Life».
В 1950 году Максвелл устала от работы в Голливуде и на пять лет уехала жить в Рим. Там она снялась в нескольких итальянских фильмах, наиболее известным из которых стала «Аида», экранизация одноимённой оперы, где одну из главных ролей исполнила Софи Лорен.
Во время поезди в Париж Лоис познакомилась с телевизионщиком Питером Марриоттом, за которого в 1957 году вышла замуж. После свадьбы они вместе обосновались в Лондоне, где у них вскоре родились двое детей. В Великобритании она продолжила актёрскую карьеру. У неё было много ролей на телевидении и в кино, а в 1962 году она сыграла свою самую знаменитую роль — мисс Манипенни в «Докторе Но», первом фильме про Джеймса Бонда. В последующие два десятилетия Луис исполнила эту роль в 14 фильмах Бондианы, последний раз сыграв мисс Манипенни в 1985 году в «Виде на убийство». Во время съёмок в фильме Максвелл просила убить её персонаж, но продюсеры решили этого не делать и мисс Манипенни появилась и в других фильмах о Бонде в исполнении других актрис. За всё своё экранное время в бондиане Лоис пребыла в кадре менее 20 минут и произнесла менее 200 слов, но именно эта роль принесла ей наибольшую популярность.
После смерти мужа от инфаркта в 1973 году Максвелл вернулась в Канаду, где обосновалась в Торонто. Там она стала ведущей колонки в газете «Toronto Sun», под псевдонимом мисс Манипенни, а также занялась бизнесом в текстильной промышленности. В 1994 году она вновь вернулась в Англию, где стала жить у дочери в графстве Сомерсет.
В 2001 году Лоис уехала в Австралию для проведения операции в связи с обнаруженным у неё раком кишечника. После операции она осталась в Австралии в семье сына, который жил в Перте. Там она и умерла 29 сентября 2007 года в возрасте 80 лет.

## Избранная фильмография
- 1947 — Эта девушка из Хагена — Джулия Кейн
- 1947 — Коридор зеркал — Лоис
- 1949 — Дневник Криминального доктора — Джейн Даррин
- 1952 — Женщины сумерек — Кристин Рэлстон
- 1952 — Ловушка для человека — Тельма Спейт / Тельма Тасман
- 1953 — Аида — Амнерис
- 1954 — Великая надежда — Лили Дональд
- 1957 — Безжалостное время — Вики Харкер
- 1962 — Лолита — Сестра Мэри Лор
- 1962 — Доктор Ноу — Мисс Манипенни
- 1963 — Призрак дома на холме — Грейс Марквей
- 1963 — Из России с любовью — Мисс Манипенни
- 1964 — Голдфингер — Мисс Манипенни
- 1965 — Шаровая молния — Мисс Манипенни
- 1967 — Живёшь только дважды — Мисс Манипенни
- 1969 — На секретной службе Её Величества — Мисс Манипенни
- 1971 — Бриллианты навсегда — Мисс Манипенни
- 1973 — Живи и дай умереть — Мисс Манипенни
- 1974 — Человек с золотым пистолетом — Мисс Манипенни
- 1975 — Шарло в Гонконге — Мисс Манипенни
- 1977 — Шпион, который меня любил — Мисс Манипенни
- 1979 — Лунный гонщик — Мисс Манипенни
- 1979 — Найти и потерять — Англичанка
- 1981 — Только для твоих глаз — Мисс Манипенни
- 1983 — Осьминожка — Мисс Манипенни
- 1985 — Вид на убийство — Мисс Манипенни
- 2001 — Четвёртый ангел — Оливия

## Награды
- Золотой глобус 1948 — «Лучший дебют актрисы» («Эта девушка из Хагена»)